# Roger Guérin
Roger Guérin (Saarbrücken, 9 januari 1926 – Saintes-Maries-de-la-Mer, 6 februari 2010) was een Franse jazzzanger en -trompettist.

## Biografie
Guérin studeerde trompet en cornet aan het conservatorium van Parijs en werd een professionele muzikant in 1947, eerst bij Aimé Barelli, later bij Django Reinhardt, Don Byas, Hubert Fol, James Moody, Benny Golson, Bernard Peiffer, Fats Sadi, Lucky Thompson, Kenny Clarke, Blossom Dearie, Martial Solal, Michel Legrand en André Hodeir's Jazz Group de Paris.
In 1958 was Guérin de Franse vertegenwoordiger van de International Youth Band op het Newport Jazz Festival en in Brussel. In 1959 behoorde hij tot Mimi Perrins vocale groep Les Double Six met Eddy Louiss en Ward Swingle. In 1960 verving hij kort Clark Terry in de Quincy Jones Big Band. Met Duke Ellington en Louis Armstrong ontwikkelde hij de soundtrack van de film Paris Blues in 1961. Sindsdien heeft Guerin meer als studiomuzikant gewerkt met een breed scala aan stijlen, maar verscheen hij af en toe op festivals, zoals in 1962 met de Dizzy Gillespie-Big Band in Antibes en daar ook met zijn eigen formaties in 1961 en 1967, in Recklinghausen in 1961, 1963 en 1965. Gedurende deze tijd leidde hij ook twee NDR-workshops en nam hij verschillende platen op met de Kenny Clarke/Francy Boland Big Band. In 1968 trad hij op met Jean-Claude Naude, Sonny Gray en Ivan Jullien in een trompetworkshop voor de ORTF.
Sinds het einde van de jaren 1960 werkte Guérin voornamelijk als leraar, maar was hij in de jaren 1980 en 1990 betrokken bij twee bigbandprojecten van zijn collega Martial Solal. Guérin speelde zowel traditionele als moderne jazz, waardoor hij een flexibele partner was voor veel Amerikaanse gastsolisten. Hij toonde een zekere voorkeur voor humoristische quotes en een metaalachtige toon. In 1959 ontving hij de Prix Django Reinhardt.

## Overlijden
Roger Guérin overleed in februari 2010 op 84-jarige leeftijd.

## Discografie
Als leader
- 1956: Roger Guérin Quartet, (ep, Versailles) met Martial Solal, Pierre Michelot, Christian Garros
- 2005: Carrément (met Henri Chenuet, René Mailhes, Patrice Galas)

Als sideman
- 1958: Eddie Barclay & Quincy Jones: Et Voila! (Barclay Records)
- 1957: Christian Chevallier: 6 + 6, Formidable (1955); beide Jazz Stars-Serie (Columbia Records)
- 1956: Kenny Clarke’s Sextet: Plays Andrè Hodeir, (Philips Records); opnieuw uitgebracht in 2000 in der Jazz in Paris-serie (Gitanes/Universal Music Group)
- 1959: Les Double Six: Les Double Six, (RCA Victor, 1999)
- 1958: Benny Golson: Benny Golson and the Philadelphians (United Artists Records) – opnamen met Roger Guerin, Pierre Michelot, Christian Garros alleen bij Blue Note Records-cd-publicatie onder dezelfde naam van 1998
- 1954-1955: Bobby Jaspar: Bobby Jaspar & His Modern Jazz, originele vogue masters-serie (Bertelsmann Music Group/BMG, 1998)
- 1963: Pierre Michelot: Round About a Bass (Mercury Records); opnieuw uitgebracht in 2000 in de Jazz in Paris-serie (Gitanes/Universal Music Group)
- 1951: James Moody, Frank Foster: James Moody and Frank Foster in Paris, (Disques Vogue, 1995)
- 1954: Bernard Peiffer: And His St Germain Des Pres Orchestra Featuring Bobby Jaspar (Blue Star); opnieuw uitgebracht in 2000 in de Jazz in Paris-serie onder de titel Modern jazz at St.Germain-des-Prés (Gitanes/Universal, 2007) samen met de Bernard Zacharias-lp Gershwin Parade (Club français du disque)
- 1960: Quincy Jones: 1960 Lausanne, Swiss Radio Days Jazz-serie (TCB Records, 2005)
- 1956: Martial Solal: The Complete Vogue Recordings, Vol. 3, originele vogue masters-serie (BMG, 2003)
- 1956: Lucky Thompson: Modern Jazz Group, Jazz in Paris-serie (Gitanes/Universal, 2000)
- 1998: Jimmy Raney: Jimmy Raney Visits Paris, Vol. 2, originele vogue masters-serie (BMG)
- 1951-1953: Django Reinhardt: Nuits de Saint-Germain des-Prés, in de Jazz In Paris-serie (Gitanes/Universal, 2002)